# Танакросс (Аляска)
Танакросс (англ. Tanacross) — переписна місцевість (CDP) в США, в окрузі Саутіст-Фейрбенкс штату Аляска. Населення — 144 особи (2020).

## Географія
Танакросс розташований за координатами 63°19′43″ пн. ш. 143°29′40″ зх. д. / 63.32861° пн. ш. 143.49444° зх. д. (63.328687, -143.494517).  За даними Бюро перепису населення США в 2010 році переписна місцевість мала площу 209,82 км², з яких 205,57 км² — суходіл та 4,25 км² — водойми.

### Клімат
| Клімат : Танакросс      | Клімат : Танакросс | Клімат : Танакросс | Клімат : Танакросс | Клімат : Танакросс | Клімат : Танакросс | Клімат : Танакросс | Клімат : Танакросс | Клімат : Танакросс | Клімат : Танакросс | Клімат : Танакросс | Клімат : Танакросс | Клімат : Танакросс | Клімат : Танакросс |
| Показник                | Січ.               | Лют.               | Бер.               | Квіт.              | Трав.              | Черв.              | Лип.               | Серп.              | Вер.               | Жовт.              | Лист.              | Груд.              | Рік                |
| Абсолютний максимум, °C | 6,1                | 6,7                | 11,1               | 21,1               | 27,8               | 32,8               | 32,2               | 32,2               | 25,6               | 16,7               | 4,4                | 7,2                | 32,8               |
| Середній максимум, °C   | −20,6              | −13,3              | −4,7               | 5,5                | 13,7               | 20,9               | 22,2               | 19,9               | 11,6               | 0,2                | −13,8              | −20,3              | 1,8                |
| Середній мінімум, °C    | −32,1              | −27,1              | −22,6              | −10,2              | −1,4               | 5,2                | 6,5                | 3,9                | −1,7               | −10,8              | −24,2              | −30,5              | −12,1              |
| Абсолютний мінімум, °C  | −58,9              | −59,4              | −51,1              | −35,6              | −17,8              | −5                 | −3,9               | −6,1               | −20,6              | −35,6              | −48,9              | −56,7              | −59,4              |
| Норма опадів, мм        | 7                  | 9                  | 2                  | 5                  | 26                 | 62                 | 46                 | 42                 | 29                 | 18                 | 13                 | 23                 | 281                |
| Днів з опадами          | 3                  | 3                  | 1                  | 2                  | 5                  | 9                  | 9                  | 8                  | 6                  | 6                  | 4                  | 4                  | 60,0               |
| ----------------------- | ------------------ | ------------------ | ------------------ | ------------------ | ------------------ | ------------------ | ------------------ | ------------------ | ------------------ | ------------------ | ------------------ | ------------------ | ------------------ |
| Джерело:                |                    |                    |                    |                    |                    |                    |                    |                    |                    |                    |                    |                    |                    |

## Демографія
Згідно з переписом 2010 року, у переписній місцевості мешкало 136 осіб у 53 домогосподарствах у складі 35 родин. Густота населення становила 1 особа/км².  Було 73 помешкання (0/км²).
Расовий склад населення:
| - 80,1 % — корінних американців - 10,3 % — білих |

До двох чи більше рас належало 9,6 %. Частка іспаномовних становила 0,0 % від усіх жителів.
За віковим діапазоном населення розподілялося таким чином: 27,2 % — особи молодші 18 років, 59,6 % — особи у віці 18—64 років, 13,2 % — особи у віці 65 років та старші. Медіана віку мешканця становила 38,5 року. На 100 осіб жіночої статі у переписній місцевості припадало 106,1 чоловіків;  на 100 жінок у віці від 18 років та старших — 115,2 чоловіків також старших 18 років.
Середній дохід на одне домашнє господарство  становив 23 843 долари США (медіана — 18 194), а середній дохід на одну сім'ю — 41 031 долар (медіана — 42 500). За межею бідності перебувало 30,7 % осіб, у тому числі 22,2 % дітей у віці до 18 років та 18,8 % осіб у віці 65 років та старших.
Цивільне працевлаштоване населення становило 23 особи. Основні галузі зайнятості: публічна адміністрація — 43,5 %, освіта, охорона здоров'я та соціальна допомога — 39,1 %, транспорт — 13,0 %, мистецтво, розваги та відпочинок — 4,3 %.